# Miersia
Miersia es un género de plantas herbáceas, perennes y bulbosas perteneciente a la subfamilia Allioideae de las amarilidáceas. Comprende nueve especies, de las cuales ocho son endémicas de Chile y una es endémica de Bolivia.

## Taxonomía
El género fue descrito por John Lindley y publicado en Bot. Reg. 1826. La especie tipo es Miersia chilensis. El nombre del género es en honor al botánico John Miers.

## Especies
- Miersia chilensis
- Miersia cornuta
- Miersia leporina
- Miersia major
- Miersia minor
- Miersia myoides
- Miersia rusbyi
- Miersia scalae
- Miersia tenuiseta